# 服部雄一
服部 雄一（はっとりゆういち、1949年- ）は日本のセラピストで、多重人格の研究者。狭山心理研究所主宰。福岡県生まれ。

## 人物
元東京理科大学非常勤講師。 獨協大学中退後、ロサンゼルスへの語学留学を経て8年間の通訳業。その後カリフォルニア州立大学ロサンゼルス校で6年間学び、心理学修士課程終了。1992年に狭山心理研究所を設立。 2005年、引きこもりについては日本で初めて英字論文で症例を発表。日本人の親子関係の絆の弱さがひきこもりの原因であると指摘、さらに官僚文化と庶民文化を区別し、本音を言えない社会の構造的欠陥に迫る。
解離性同一性障害の研究者だが、同じく解離性同一性障害の研究者である町沢静夫とは見解が大きく異なる。
クリスチャンであり、「イエスは神の子、救い主は疑いもない真実」との見解を表明している。

## 経歴
- 1968年 日本大学第二高等学校卒業
- 1972年 獨協大学法学部中退
- 1974年 ロサンゼルスに語学留学（2年）
- 1977年 通訳として都内の翻訳出版社に勤務（インドネシアに2年駐在）
- 1986年 退職してカリフォルニア州立大学ロサンゼルス校心理学部入学
- 1990年 同校卒業 1992年 同大学大学院心理学修士課程修了（カウンセリングの訓練を受ける）
- 1992年 帰国して狭山心理相談室（現狭山心理研究所）を開設。多重人格などトラウマ性の心理障害を専門に治療する。
- 1994年 東京理科大学心理学非常勤講師として勤務 1995年 「多重人格」を出版する（PHP研究所）
- 2001年 家族（妻と娘二人）がカルフォルニアに転居。日本で働き、アメリカで家族と休暇をすごす生活が始まる。
- 2002年 東京理科大学退職。（毎月渡米のために講義が不可能となる）
- 2005年 「ひきこもりと家族トラウマ」を出版する（NHK出版）
- 2006年 現在はひきこもり治療を中心に活動している。

## 著書
- 『多重人格』（1995年 PHP研究所）
- 『多重人格者の真実』（1998年 講談社）
- 『カルトとマインドコントロールのテクニック』（1999年 東京理科大学心理学テキスト）
- 『エホバの証人の児童虐待』（2000年 未発表論文）
- 『ひきこもりと家族トラウマ』（2005年 NHK出版）
- 『A Case Study of 35 Clients with Hikikomori』(2005年 Haworth Press)

## 訳書
- 『オシリス・コンプレックス』コリン・ロス著（1996年 PHP研究所）